# Partie dense
Pour les articles homonymes, voir Densité (homonymie).
En mathématiques, ne pas confondre avec une partie dense au sens de l'ordre.
En topologie, une partie dense d'un espace topologique est un sous-ensemble permettant d'approcher tous les éléments de l'espace englobant. La notion s'oppose ainsi à celle de partie nulle part dense.
La densité d'une partie permet parfois d'étendre la démonstration d'une propriété ou la définition d'une application par continuité.

## Définitions
Soient X un espace topologique et A une partie de X.
On dit que A est « dense dans X », ou encore « partout dense » 
si l'une des propriétés équivalentes est satisfaite :
- tout ouvert non vide de X contient des éléments de A ;
- l'adhérence de A est égale à X ;
- tout point de X est adhérent à A ;
- le complémentaire de A est d'intérieur vide.

Un point x de X est dit dense dans X si le singleton {\displaystyle \{x\}} est dense dans X.
Un espace séparable est un espace topologique possédant un sous-ensemble dense au plus dénombrable.

## Exemples
- Tout espace topologique est dense dans lui-même[3].
- Toute partie dense pour l'ordre dans un ensemble totalement ordonné est aussi dense pour la topologie de l'ordre. En particulier, la droite réelle ℝ admet comme parties denses l'ensemble ℚ des nombres rationnels, son complémentaire ℝ\ℚ, mais aussi l'ensemble des décimaux et même l'ensemble des nombres dyadiques.
- Le complémentaire d'un ensemble négligeable pour la mesure de Lebesgue est dense dans ℝ ou dans ℝn.
- Le groupe général linéaire GLn(ℝ) (constitué des matrices réelles, carrées et inversibles de taille n) est dense dans l'espace Mn(ℝ) des matrices carrées de taille n.
- L'ensemble des matrices diagonalisables dans {\displaystyle {\mathcal {M}}_{n}(\mathbb {C} )} est dense, mais pas dans {\displaystyle {\mathcal {M}}_{n}(R)}.
- L'ensemble des fonctions étagées (définies sur un espace mesurable) est dense dans l'ensemble des fonctions mesurables, pour la topologie de la convergence simple.
- L'ensemble des fonctions polynomiales est dense dans l'ensemble des fonctions réelles continues sur un segment pour la topologie de la convergence uniforme (selon le théorème d'approximation de Weierstrass).

## Propriétés
Une condition suffisante pour cela est que tout élément de X soit limite d'une suite d'éléments de A. Cette condition est également nécessaire si X est un espace de Fréchet-Urysohn, par exemple un espace métrisable ou même seulement à bases dénombrables de voisinages.
Si B est une autre partie de X, ne contenant pas nécessairement A, on dit que A est dense dans B si son adhérence contient B.
Si X est un espace métrique complet, une partie Y de X est dense dans X si et seulement si X est le complété de Y.
Deux applications continues à valeurs dans un espace séparé et coïncidant sur une partie dense sont égales.
Une suite de fonctions définies sur un espace métrique X et continues converge uniformément si et seulement si elle vérifie le critère de Cauchy uniforme sur une partie dense de X.
Un anneau commutatif est de Jacobson si et seulement si dans toute partie fermée non-vide de son spectre, l'ensemble des points fermés est dense.